# غرانت هال
غرانت هال (بالإنجليزية: Grant Hall) (29 أكتوبر 1991 ببرايتون في المملكة المتحدة - ) هو لاعب كرة قدم بريطاني في مركز الدفاع. لعب مع برايتون أند هوف ألبيون وبرمنغهام سيتي وتوتنهام هوتسبير وسويندون تاون وكوينز بارك رينجرز ونادي بلاكبول ونادي ليويس وبوغنور ريجيس تاون.

## وصلات خارجية
- غرانت هال على موقع قاعدة بيانات كرة القدم.إي يو (الإنجليزية)
- غرانت هال على موقع Soccerbase.com (لاعب) (الإنجليزية)
- غرانت هال على موقع Soccerway.com (الإنجليزية)